# Långsjön (Bollnäs socken, Hälsingland, 676895-152265)
Långsjön är en sjö i Bollnäs kommun i Hälsingland och ingår i Testeboåns huvudavrinningsområde.